# Lucio Cornelio Cina (pretor 44 a. C.)
Lucio Cornelio Cina (en latín: Lucius Cornelius Cinna; c. 100 a. C. – después de 44 a. C.) fue un político romano. 

## Biografía
Era hijo de Lucio Cornelio Cina cónsul en los años 87, 86, 85 y 84 a. C., y hermano de la esposa de Cayo Julio César, Cornelia Cina.
Su padre era lugarteniente de Cayo Mario, entonces líder del partido de los populares. En el 84 a. C., su padre, cónsul por cuarta vez, fue asesinado durante una sedición militar. En noviembre del 82 a. C., Sila derrotó a los partidarios de Mario, se instaló en Roma e hizo publicar las listas de proscritos. El joven Lucio Cornelio Cina estaba en la primera lista, pero logró escapar.
Apoyó al cónsul Marco Emilio Lépido, pero tuvo que refugiarse en Hispania con Sertorio tras el fracaso de la insurrección de Emilio Lépido en el 77 a. C. César, que se había casado con su hermana Cornelia, le ayudó a regresar a Roma. Pero la ley de proscripción de Sila prohibió a Cina la política debido a sus lazos familiares.
En el 49 a. C., una ley promulgada por Julio César concedió la amnistía a las víctimas de Sila y restauró definitivamente la reputación de Cina. En el 46 a. C. se casó con Pompeya, hija de Pompeyo el Grande, antiguo enemigo de César y viuda de Sila Fausto. Ella le dio un hijo, Cneo Cornelio Cina Magno, que llevó el nombre y el cognomen de su abuelo materno.
Julio César, que ahora ostentaba el poder absoluto, le confirió el cargo de pretor en el año 44 a. C. Aunque Cina no parece que participó en el asesinato de Julio César en los idus de marzo del 44 a. C., se unió a Bruto y a los demás conspiradores en la tribuna del Capitolio. Gracias a su prestigio, Bruto se ganó el oído del pueblo hablando con cautela sobre la paz civil. Cina habló después de él. Cuando empezó a acusar a César de tiranía, algunos de los presentes se indignaron y le insultaron violentamente. En el funeral de César, mientras seguía el cortejo fúnebre, fue atacado por los veteranos de César y por los que le habían abucheado el día anterior. Consiguió refugiarse en una casa y fue rescatado por los soldados de Lépido, magister equitum de César, antes de que la casa fuera incendiada. Poco después, la multitud enfurecida, creyendo encontrarse de nuevo con Cina, mató en su lugar a su homónimo, el poeta y tribuno de la plebe Cayo Helvio Cina.
Cuando, según la costumbre, el Senado asignó provincias a los pretores del 44 a. C., entre los que se encontraban los conspiradores Bruto y Casio, Cina se negó a hacer ningún reparto, una elección que Cicerón calificó de virtuosa.
Como pretor, Cornelio Cina consiguió la destitución de los tribunos Lucio Cesecio Flavo y Cayo Epidio Marulo, a quienes César había exiliado, y, el 28 de noviembre, rechazó una gobernación provincial que le había asignado el cónsul Marco Antonio. Al parecer, Cina fue proscrito y su riqueza confiscada por el Segundo Triunvirato, y murió en circunstancias no especificadas durante las guerras civiles posteriores.